# Xcaret
Xcaret is een archeologische Mayasite in de staat Quintana Roo op het schiereiland Yucatán, in het uiterste oosten van Mexico.
De site werd bewoond door de Maya's en was met haar natuurlijke haven een belangrijk ceremonieel en handelscentrum. Sommige delen van de archeologische site bevinden zich in het cultureel en eco-archeologische gebied van het toeristische themapark Xcaret Park

## Herkomst van de naam
Xcaret met als betekenis kleine inham is een koloniale naam want oorspronkelijk heette de plaats Polé.

## Geschiedenis
Terwijl Tulum wel ommuurd was maar niet langs de kustzijde was Xcaret langs alle zijden ommuurd. De oudste gebouwen worden gedateerd tussen 200 en 600. De meeste komen uit de bloeiperiode van de mayacultuur tussen 1200 en 1550.
Net als vanuit de andere Mayasteden aan de Riviera Maya vertrokken jaarlijks pelgrims per boot of kano naar het eiland Cozumel om de god Ixchel te vereren.

## Gebouwen op de Xcaret site

Ruines op de Xcaret site
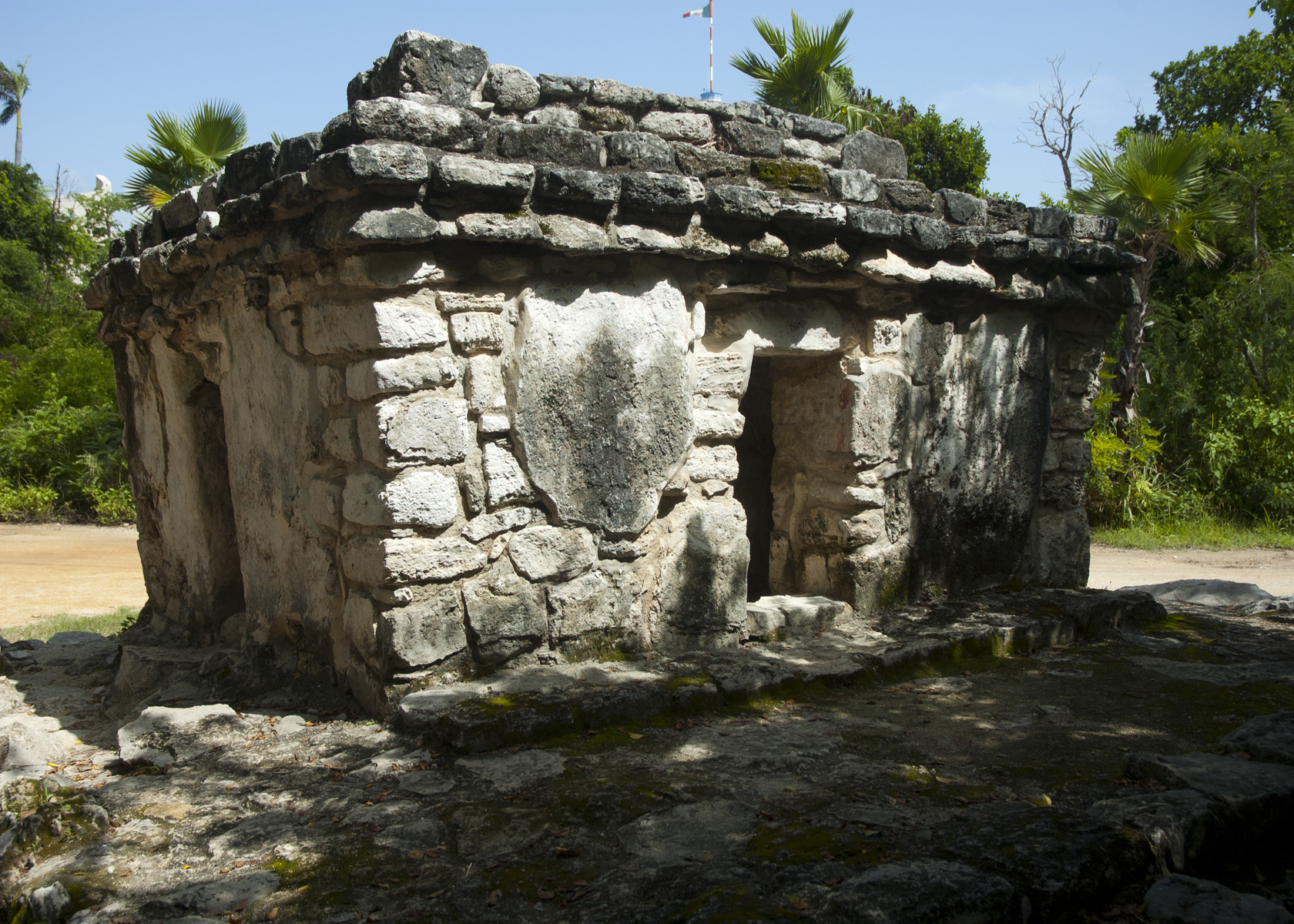